# 阪急設計コンサルタント
阪急設計コンサルタント株式会社（はんきゅうせっけいこんさるたんと、英: Hankyu Sekkei Consultant Corp.）は、大阪府大阪市北区芝田（梅田地区）に本社を置く日本の建設コンサルタント会社。
現在は阪急電鉄の完全子会社となっている。

## 概説
1999年（平成11年）7月1日に阪急エンジニアリング株式会社と株式会社神鉄設計（神戸電鉄完全子会社）の対等合併により、株式会社アーバン・エースとして発足。
存続会社は阪急エンジニアリング（当初の出資比率は阪急電鉄88.89%、神戸電鉄11.11%）であったが、神鉄ビル4階にも営業拠点が設けられている。現在は阪急電鉄の100%出資子会社。

## 合併
阪急電鉄グループで建設コンサルタント事業を行ってきた阪急エンジニアリングと、神戸電鉄グループで建設・測量・工事監理業および鉄道車両の開発を行ってきた神鉄設計の事業内容が類似していることから、受注の安定化と業務の効率化を狙って合併したものである。持株比率の関係から、合併後は阪急電鉄グループ（現：阪急阪神ホールディングスグループ）にのみ属し、神戸電鉄グループには加盟していない。
この合併の影響で、神戸電鉄グループの建設会社は神鉄建設と神鉄コミュニティサービスの2社のみとなった。

## 沿革

### 阪急エンジニアリング株式会社
- 1961年（昭和36年）4月1日 - 阪急エンジニアリング株式会社設立。本社を阪急航空ビル5階に設置。
- 1977年（昭和52年）9月12日 - 本社事務所を阪急グランドビル15階に移転。
- 1989年（平成元年）6月12日 - 本社事務所を梅田センタービル9階に移転。
- 1994年（平成6年）6月13日 - 本社事務所を北阪急ビル4階に移転。

### 旧 株式会社神鉄設計
- 1970年（昭和45年）
  - 12月12日 - 発起人会を開催[2]。
  - 12月25日 - 株式会社神鉄設計設立。本社を神戸電鉄旧本社事務所に設置[2]。
- 1971年（昭和46年）5月28日 - 建設業の営業を開始[2]。
- 1975年（昭和50年）
  - 7月4日 - 初の高層ビルの施工監理であった神鉄ビル（地下2階地上11階）が完成[2]。
  - 12月11日 - 本社を神鉄不動産ビル3階に移転。
- 1979年（昭和54年）- 神鉄有馬ユースピア受注（のちに断念）。
- 1980年（昭和55年）12月25日 - 社章を制定。
- 1990年（平成2年）11月30日 - 本社ビルを神鉄建設工業ビル（地下1階地上7階）に建て替え。

### 株式会社アーバン・エース
- 1999年（平成11年）7月1日 - 存続会社を阪急エンジニアリング株式会社として合併。社名を株式会社アーバン・エースに変更。当初の出資比率は阪急電鉄88.89%、神戸電鉄11.11%。
- 2005年（平成17年）12月1日 - 株式会社ディー・ディーテクノと合併。

### 阪急設計コンサルタント株式会社
- 2011年（平成23年）4月1日 - 社名を阪急設計コンサルタント株式会社に変更。
- 2017年（平成29年）4月1日 - 阪急阪神レールウェイ・テクノロジー株式会社と合併。

## 実績
以下に会社別に建築・施工監理・設計の実績を記す。

### 阪急エンジニアリング
- 阪急古書のまち（1976年）
- 阪急かっぱ横丁（1976年）
- 阪急宝塚駅（1995年）
- 神戸電鉄ウッディタウン中央駅（1996年）
- 宮津シーサイドマートミップル（1997年）
- 阪急伊丹新駅ビル（1998年）
- デュー阪急山田（1999年）

### 神鉄設計
- サンケイ新聞ハウジング（1971年）
- 大阪神鉄交通本社ビル（1971年）
- 西鈴神鉄ビル（1971年）
- 阪急タクシー新千里基地（1972年）
- 神鉄鈴蘭台プラザ（1972年）
- 有馬ビューホテル（1973年）
- 鈴蘭台神鉄ビル（1973年）
- 神鉄ビル（1973 - 1975年）
- 阪急スイミングスクール西鈴蘭台（1976年）
- 阪急電鉄今津・園田・池田・豊中・高槻の高架化に関する電気設計（1976 - 1978年）
- 神鉄観光有馬ます池（1977年）
- 神鉄有馬ユースピア（1979年）〈その後計画中断〉

### アーバン・エース→阪急設計コンサルタント
- 神戸電鉄鈴蘭台駅橋上駅舎
- 大阪神鉄豊中タクシー本社ビル
- 阪急洛西口駅立体交差化
- 神戸電鉄湊川駅バリアフリー化
- 神戸電鉄大池駅バリアフリー化
- 阪急西山天王山駅
- 神戸電鉄花山駅駅舎移転
- 阪神甲子園駅改良
- 神戸電鉄有馬口駅改良
- 西院阪急ビル
- 神戸電鉄北鈴蘭台駅前広場整備
- 茶屋町あるこ
- 阪急バス本社・大阪営業所